# Michel Legrand
Michel Legrand (Parijs, 24 februari 1932 – Neuilly-sur-Seine, 26 januari 2019) was een Frans componist van filmmuziek, dirigent, pianist, zanger en arrangeur.
Hij was de zoon van de componist en orkestleider Raymond Legrand (1908-1974), die artiesten als Édith Piaf en Maurice Chevalier begeleidde. Zijn moeder was van Armeense afkomst. Verder was hij de broer van zangeres Christiane Legrand en een neef van dirigent Jacques Hélian. Hij was ook de vader van de internationaal bekende Franse amazone Eugénie Angot.

## Biografie
Legrand studeerde aan het conservatorium van Parijs bij onder anderen Nadia Boulanger. Deze studie sloot hij in 1952 met succes af. Al in datzelfde jaar arrangeerde hij de muziek voor een album van Dizzy Gillespie. Ook begeleidde hij Maurice Chevalier op een Amerikaanse tournee.
Tegen het eind van de jaren vijftig legde hij zich steeds meer toe op filmmuziek. Zijn soundtracks voor Hollywoodfilms vormden de basis voor zijn wereldwijde roem en succes. Een van zijn bekendste werken is de filmmusical Les Parapluies de Cherbourg uit (1964), waarin Catherine Deneuve debuteerde. Twaalfmaal werd Legrand voor een Oscar genomineerd, voor de filmsong Windmills of your Mind uit de speelfilm The Thomas Crown Affair uit 1968 van regisseur Norman Jewison en de soundtracks van de films Summer of 42 (1971) en Yentl (1983) kreeg hij de prijs ook daadwerkelijk. Daarnaast werd hij driemaal voor de César genomineerd en ook twaalfmaal voor de Golden Globe, die hij voor de The Thomas Crown Affair eenmaal ontving. Al met al schreef hij de muziek voor ongeveer tweehonderd bioscoop- en televisiefilms. Hij verzorgde herhaaldelijk de muziek voor films van bijvoorbeeld Jacques Demy, Claude Lelouch, Jean-Luc Godard, Edouard Molinaro, Jean-Paul Rappeneau, Jacques Deray en Joseph Losey.
Legrand nam meer dan honderd albums op samen met internationaal bekende sterren, bijvoorbeeld: Ray Charles, Perry Como, Neil Diamond, Ella Fitzgerald, Aretha Franklin, Lena Horne, James Ingram, Jack Jones, Kiri Te Kanawa, Frankie Laine, Tereza Kesovija, Johnny Mathis, Jessye Norman, Diana Ross, Frank Sinatra, Barbra Streisand, Sarah Vaughan en Shirley Bassey.
Als jazzpianist werkte hij onder andere samen met Django Reinhardt. In 1958 nam hij een jazz-album met Donald Byrd, John Coltrane en Ben Webster op. In 1978 maakte hij het album Le Jazz Grand, samen met Ron Carter, Jon Faddis, Gerry Mulligan, Grady Tate en Phil Woods. In 1983 produceerde hij weer een jazz-album, getiteld After the Rain, met onder meer Ron Carter, Grady Tate, Zoot Sims en Phil Woods. In 1991 ontstond in samenwerking met Miles Davis het album Dingo. Het werd vijfmaal met de Grammy bekroond. 1998 werd Legrand vereerd met de Henry Mancini Award.
Daarnaast trad Legrand ook op als dirigent en pianist met werken van klassieke componisten, onder andere met werk van Erik Satie.

## Filmmuziek

### Speelfilms
- 1953 - Beau fixe (korte film) (Jacques Loew)
- 1954 - Les Amants du Tage (Henri Verneuil)
- 1957 - Charmants garçons (Henri Decoin)
- 1957 - Le Triporteur (Jack Pinoteau)
- 1958 - Rafles sur la ville (Pierre Chenal)
- 1960 - L'Amérique insolite (documentaire) (François Reichenbach)
- 1960 - Lola (Jacques Demy)
- 1960 - Terrain vague (Marcel Carné)
- 1960 - Une femme est une femme (Jean-Luc Godard)
- 1960 - Les Portes claquent (Jacques Poitrenaud)
- 1960 - Chien de pique (Yves Allégret)
- 1961 - Cléo de 5 à 7 (Agnès Varda)
- 1961 - Me faire ça à moi (Pierre Grimblat)
- 1962 - Le cœur battant (Jacques Doniol-Valcroze)
- 1962 - Les Sept Péchés capitaux (anthologiefilm van onder meer Jacques Demy, Claude Chabrol, Jean-Luc Godard en Edouard Molinaro)
- 1962 - Un cœur gros comme ça (François Reichenbach)
- 1962 - Comme un poisson dans l'eau (André Michel)
- 1962 - Eva (Joseph Losey)
- 1962 - Une grosse tete (Claude de Givray)
- 1962 - Vivre sa vie (Jean-Luc Godard)
- 1962 - L'Amerique lunaire (documentaire) (François Reichenbach)
- 1962 - Le joli mai (Chris Marker)
- 1962 - L'Empire de la nuit (Pierre Grimblat)
- 1963 - La Baie des Anges (Jacques Demy)
- 1963 - Love Is A Ball (David Swift)
- 1963 - Illuminations (documentaire korte film) (François Reichenbach)
- 1964 - Les Plus Belles Escroqueries du monde (anthologiefilm, episode Le Grand Escroc van Jean-Luc Godard)
- 1964 - Les Parapluies de Cherbourg (Jacques Demy)
- 1964 - Une ravissante idiote (Edouard Molinaro)
- 1964 - Bande à part (Jean-Luc Godard)
- 1964 - Fascinante amazonie (documentaire) (Paul Lambert)
- 1964 - Les amoureux du France (Pierre Grimblat en François Reichenbach)
- 1964 - La Douceur du village (middellange documentaire) (François Reichenbach)
- 1965 - La Vie de château (Jean-Paul Rappeneau)
- 1965 - Quand passent les faisans (Edouard Molinaro)
- 1966 - Tendre Voyou (Jean Becker)
- 1966 - Monnaie de singe (Yves Robert)
- 1966 - Les Demoiselles de Rochefort (Jacques Demy)
- 1966 - Who Are You, Polly Maggoo? (William Klein)
- 1966 - The Plastic Dome of Norma Jean (Juleen Compton)
- 1966 - L'or et le plomb (Alain Cuniot)
- 1967 - A Matter of Innocence (Pretty Polly) (Guy Green)
- 1967 - L'homme à la Buick (Gilles Grangier)
- 1968 - How to Save a Marriage an Ruin Your Life (Fielder Cook)
- 1968 - Sweet November (Robert Ellis Miller)
- 1968 - The Thomas Crown Affair (Norman Jewison)
- 1968 - La Piscine (Jacques Deray)
- 1968 - Play Dirty (André De Toth)
- 1968 - Ice Station Zebra (John Sturges)
- 1969 - Castle Keep (Sydney Pollack)
- 1969 - The Happy Ending
- 1969 -  The Picasso Summer (Serge Bourguignon)
- 1970 - Pieces of Dreams (Daniel Haller)
- 1970 - The Magic Garden of Stanley Sweetheart (Leonard Horn)
- 1970 - Wuthering Heights (Robert Fuest)
- 1970 - Les Mariés de l'an II (Jean-Paul Rappeneau)
- 1970 - Peau d'âne (Jacques Demy)
- 1970 - La dame dans l'auto avec des lunettes et un fusil (The Lady in the Car With Glasses And a Gun) (Anatole Litvak)
- 1970 - Un peu de soleil dans l'eau froide  (Jacques Deray)
- 1971 - The Go-Between (Joseph Losey)
- 1971 - Le Mans (Lee H. Katzin)
- 1971 - Summer of '42 (Robert Mulligan)
- 1971 - La Vieille Fille (Jean-Pierre Blanc)
- 1972 - A Time for Loving (Christopher Miles)
- 1972 - Lady Sings the Blues  (Sidney J. Furie)
- 1972 - Portnoy's Complaint (Ernst Lehman)
- 1972 - Les feux de la chandeleur (Serge Korber)
- 1972 - One Is a Lonely Number (Mel Stuart)
- 1972 - Un homme est mort (The Outside man) (Jacques Deray)
- 1973 - A Doll's House (Joseph Losey)
- 1973 - Story of a Love Story (John Frankenheimer)
- 1973 -  Bequest to the Nation (James Cellan Jones)
- 1973 - Le gang des otages  (Edouard Molinaro)
- 1973 - Forty Carats (Milton Katselas)
- 1973 - Cops and Robbers (Aram Avakian)
- 1973 - Breezy (Clint Eastwood)
- 1973 - The Three Musketeers (Richard Lester)
- 1973 - L'Événement le plus important depuis que l'homme a marché sur la Lune (Jacques Demy)
- 1974 - Our Time (Peter Hyams)
- 1974 - F for Fake (Orson Welles)
- 1975 - Le Sauvage (Jean-Paul Rappeneau)
- 1975 - Sheila Levine is Dead and Living in New York (Sidney J. Furie)
- 1976 - Gable and Lombard (Sidney J. Furie)
- 1976 - Ode to Billy Joe (Max Baer jr.)
- 1976 - Le voyage de noces (Nadine Trintignant)
- 1976 - De fluit met zes smurfen (Belvision)
- 1977 - Gulliver's Travels (Peter Hunt)
- 1977 - The Other Side of Midnight (Charles Jarrott)
- 1978 - Les Routes du sud (Joseph Losey)
- 1978 - Mon premier amour (Élie Chouraqui)
- 1978 - The Phoenix (Kon Ichikawa)
- 1979 - Lady Oscar (Jacques Demy)
- 1979 - The Fabulous Adventures of Baron Munchhausen (animatiefilm) (Jean Image)
- 1980 - Atlantic City (Louis Malle)
- 1980 - The Hunter (Buzz Kulik)
- 1980 - The Mountain Men (Richard Lang)
- 1980 - Falling in Love Again (Steven Paul)
- 1981 - Les Uns et les Autres (Claude Lelouch)
- 1981 - Chu Chu and the Philly Flash (David Lowell Rich)
- 1981 - Your Ticket Is No Longer Valid (George Kaczender)
- 1982 - Qu'est-ce qui fait courir David? (Élie Chouraqui)
- 1982 - Best Friends (Norman Jewison)
- 1982 - Le Cadeau (Michel Lang)
- 1983 - La revanche des humanoïdes (Albert Barillé)
- 1983 - Yentl (Barbra Streisand)
- 1983 - Never Say Never Again (Irvin Kershner)
- 1983 - Eine Liebe in Deutschland (Andrzej Wajda)
- 1984 - Slapstick of Another Kind (Steven Paul)
- 1984 - Secret Places (Zelda Barron)
- 1984 - Micki and Maude (Blake Edwards)
- 1984 - Paroles et musique (Élie Chouraqui)
- 1985 - Palace (Edouard Molinaro)
- 1985 - Partir, revenir (Claude Lelouch)
- 1985 - Train d'enfer (Roger Hanin)
- 1985 - Parking (Jacques Demy)
- 1987 - Club de recontres (Michel Lang)
- 1987 - Spirale (Christopher Frank)
- 1988 - Switching Channels (Ted Kotcheff)
- 1988 - Trois places pour le 26 (Jacques Demy)
- 1989 - Cinq jours en juin (Michel Legrand)
- 1990 - Fuga dal Paradiso  (Ettore Pasculli)
- 1990 - Gaspard et Robinson  (Tony Gatlif)
- 1991 - Dingo (Rolf de Heer)
- 1991 - The Burning Shore  (Jeannot Szwarc)
- 1993 - The Pickle (Paul Mazursky)
- 1994 - Prêt-à-Porter (Robert Altman)
- 1995 - Les Misérables (Claude Lelouch)
- 1995 - Les Enfants de lumière (documentaire) (Jacques Perrin)
- 1998 - Madeline (Daisy von Scherler Mayer)
- 1999 - La Bûche  (Danièle Thompson)
- 2002 - And Now... Ladies and Gentlemen (Claude Lelouch)
- 2008 - Disco (Fabien Onteniente)
- 2017 - La Rançon de la gloire (Xavier Beauvois)
- 2017 - Les Gardiennes (Xavier Beauvois)

### Televisie
- Brians Song (1970)
- Oum le Dauphin Blanc (1971)
- The Adventures of Don Quixote (1973)
- It's Good to Be Alive (1974)
- Cage Without a Key (1975)
- Once Upon a Time... Man (1978)
- Once Upon a Time... Space (1982)
- A Woman Named Golda (1982)
- The Jesse Owens Story (1984)
- Promises to Keep (1985)
- As Summers Die (1986)
- Crossings (1986) (televisieserie)
- Once Upon a Time... Life (1987)
- Casanova (1987)
- Not a Penny More, Not a Penny Less (1990)
- La Montagna dei Diamanti (1991)
- Once Upon a Time... The Discoverers (1994)
- The Ring (1995)
- Once Upon a Time... The Explorers (1996)

## Discografie

### Albums
| Album met eventuele hitnotering(en) in de Nederlandse Album Top 100 | Datum van verschijnen | Datum van binnenkomst | Hoogste positie | Aantal weken | Opmerkingen                  |
| ------------------------------------------------------------------- | --------------------- | --------------------- | --------------- | ------------ | ---------------------------- |
| Les uns et les autres                                               | 1982                  | 27-02-1982            | 4               | 26           | met Francis Lai / Soundtrack |
| Noël! noël!! noël!!!                                                | 2011                  | 24-12-2011            | 50              | 2            |                              |